# Steinbach (Gemeinde Mauerbach)
Steinbach ist ein Ort im Wienerwald in Niederösterreich wie auch Ortschaft der Gemeinde Mauerbach im Bezirk Sankt Pölten-Land. Ortsteile heißen Steinbachtal und gehören zum 14. Gemeindebezirk Penzing von Wien.

## Geographie
Der Ort befindet sich gut 13 Kilometer westlich vom Wiener Stadtzentrum, fünf Kilometer nordwestlich von Hadersdorf und 2 km östlich von Mauerbach.
Das Dorf Steinbach liegt im Tal des Steinbachs, der nach Süden zum Mauerbach geht, auf um die 300 m ü. A. Höhe. Es erstreckt sich von der Mauerbachstraße/L121 (von Hadersdorf nach Mauerbach) das ganze Tal hinein, außen direkt westlich liegt – gänzlich verwachsen – Untermauerbach. Der Berg Richtung Mauerbach ist das Mauereck (453 m ü. A.) mit dem vorgelagerten Allerheiligenberg, der Höhenzug stadteinwärts heißt Lebereck (ca. 390 m ü. A.). Nördlich im Talschluss erheben sich der Scheiblingsteinberg (508 m ü. A.) und der Schutzengelberg (508 m ü. A.).
Die Mauerbacher Ortschaft Steinbach umfasst etwa 230 Adressen mit gut 300 Einwohnern. Die Häuser auf der östlichen Bachseite gehören schon zur Stadt Wien und bilden dort die Ortslage Steinbachtal mit weiteren ungefähr 70 Adressen.
| Einsiedelei (Gem. Mauerbach, NÖ)        | Scheiblingstein (Gem. Mauerbach u. Klosterneuburg, Bez. Tulln, NÖ) |                             |
| Kartause Mauerbach (Gem. Mauerbach, NÖ) | Kompassrose, die auf Nachbargemeinden zeigt                        | Hinterhainbach (Penzing, W) |
| Mauerbach (Gem. Mauerbach, NÖ)          | Untermauerbach (Gem. Mauerbach, NÖ)                                | Vorderhainbach (Penzing, W) |

## Geschichte

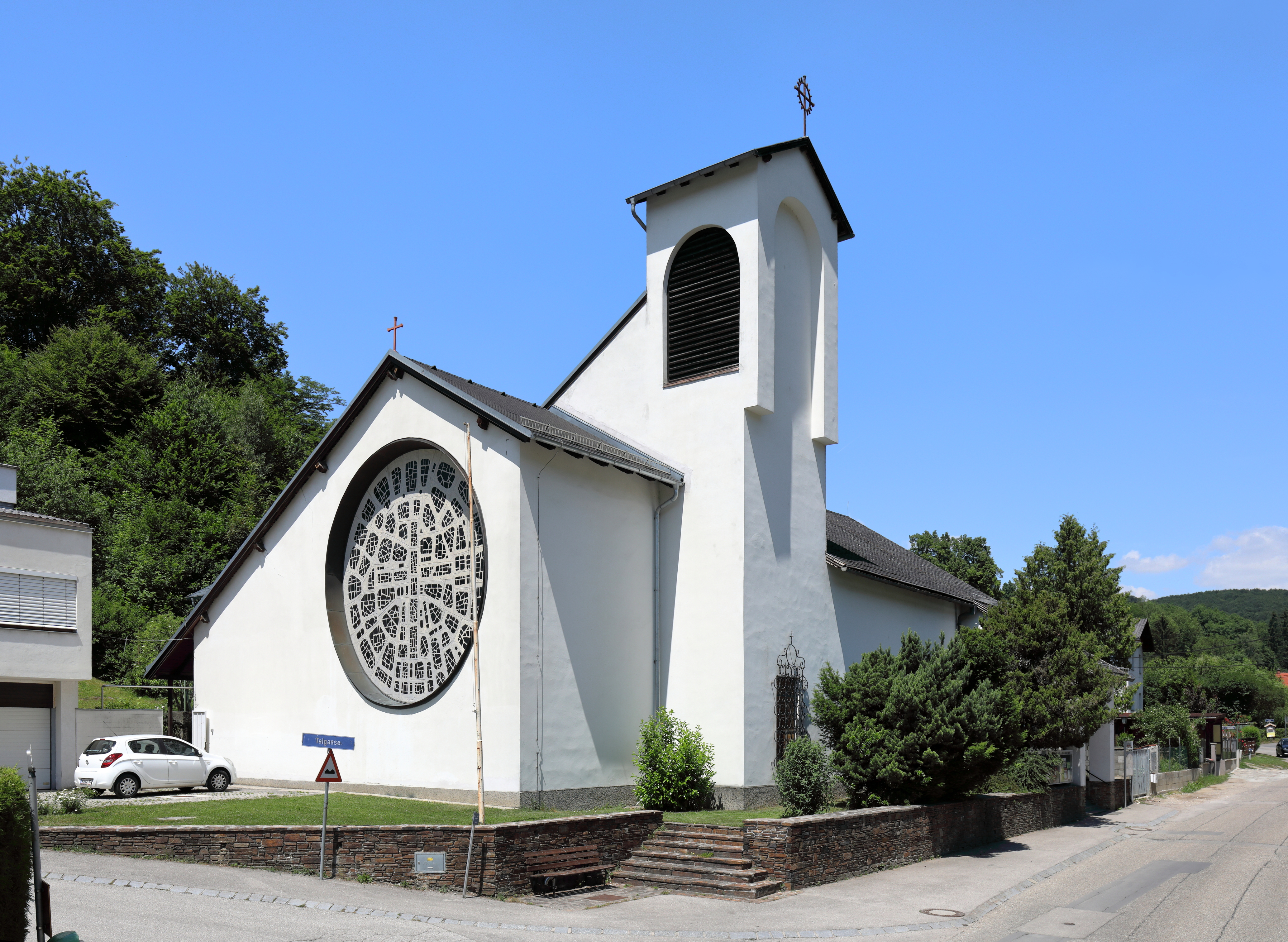
Pfarrkirche „Maria Königin“ Steinbach (Pfarre Maria Rast)

Das Steinbachtal ist seit 1633 bewohnt, seinerzeit entstanden hier einige Holzfällerhütten. Der alte Ortskern liegt ganz hinten im Tal, die Abzweigung am Mauerbach hieß Rotes Kreuz. 1901 befanden sich hier nur 8 Häuser mit 47 Einwohnern. Zu der Zeit entstand hier ein Einkehrgasthof (Johann Rupp’s Restauration, später Kreuzlwirt), damit wurde die Ortslage zu einem beliebten Ausflugsziel.
In der Zwischenkriegszeit setzt die Erschließung als Wohngebiet ein, Steinbach entlang des Tals wie auch Untermauerbach den Allerheiligenberg hinauf wuchsen schnell. 1937 wurde dann die Ortskirche Steinbach (etwa mitten im Tal) errichtet. Die Pfarrkirche war anfangs eine hölzerne Notkirche. Ab 1953 entstand ein Pfarrsaal, ab 1961 die neue Kirche, zu der Zeit bekam sie das Patrozinium Maria Königin. Sie stammt von Ladislaus Hruska. 1969–1971 folgte der Pfarrhof. Vorher Pfarrexpositur von Mauerbach, wurde 1991 die Pfarre Maria Rast begründet (Dekanat Purkersdorf, Vikariat Unter dem Wienerwald der Erzdiözese Wien). Sie umfasst auch die Wiener Ortsteile, bis 2012 auch Scheiblingstein, das inzwischen zu Weidling (Dekanat Klosterneuburg) gehört.
Heute gehört das Gebiet zum Biosphärenpark Wienerwald und beiderseits der Grenze ist Landschaftsschutzgebiet (Wienerwald respektive Penzing), der niederösterreichische Anteil auch zum Europaschutzgebiet Wienerwald-Thermenregion.

## Nachweise
- 31950 – Mauerbach. Gemeindedaten der Statistik Austria

1. 1 2 3  Felix Czeike: Historisches Lexikon Wien. o.n.A., zitiert nach Steinbachtal im Wien Geschichte Wiki der Stadt Wien, abgerufen am 22. Februar 2018.
2. ↑  Franziszäischer Kataster 1817–1861, Aufnahmeblatt 13/XIV/b1 bzw. 4756-2a Purkersdorf, Tullnerbach, Troppberg. 1872 (Bilddatei, Commons; dort rechts oben; Talschluss auf Blatt 12/XIV/d3 bzw. 4656-4c Königstetten, Chorherrn, Bilddatei, links unten).
3. 1 2 3 4 5  Pfarre Maria Rast. pfarrenmauerbach.at (abgerufen am 22. Februar 2018) – mit historischen Abbildung.
4. 1 2  Pfarre Maria Rast. Erzdiözese Wien (abgerufen am 22. Februar 2018) – mit Abbildung der heutigen Kirche.